# Reflux vesicoureteral
El reflux vesicoureteral (RVU) és una condició en què l'orina flueix cap enrere (de forma retrògrada), des de la bufeta cap a un o ambdós urèters i després cap als calzes renals o els ronyons. L'orina normalment viatja en una direcció (endavant o anterògrada) des dels ronyons fins a la bufeta a través dels urèters, amb una vàlvula en la unió vesicoureteral (bufeta-urèter) que prevé el retorn. La vàlvula es forma mitjançant un túnel oblic de l'urèter distal a través de la paret de la bufeta, un túnel de longitud curta (1-2 cm) que es pot comprimir a mesura que la bufeta s'omple. El reflux es produeix si l'urèter entra a la bufeta sense un túnel suficient, és a dir: amb poca obliqüitat respecte a la paret de la bufeta.